# Eugoa costiplaga
Eugoa costiplaga är en fjärilsart som beskrevs av Holland 1893. Eugoa costiplaga ingår i släktet Eugoa och familjen björnspinnare. Inga underarter finns listade i Catalogue of Life.